# Krankentagegeld
Die Krankentagegeld-Versicherung ist in Deutschland eine freiwillige Zusatzversicherung für Angestellte, Freiberufler und Selbständige. Im Krankheitsfall lassen sich mit einer solchen Versicherung mögliche Einkommensausfälle ausgleichen oder mindern. Sie ist eine Summenversicherung, bei der sich die Versicherungsleistung nicht nach einem konkret zu berechnenden Schaden (wie bei der Schadensversicherung) bemisst, sondern zuvor abstrakt in einer bestimmten Höhe vereinbart wird.

## Versicherungsbedarf
Der Versicherungsfall in der privaten Krankentagegeldversicherung setzt wie auch in den anderen Bereichen der privaten Krankenversicherung eine medizinisch notwendige Heilbehandlung wegen Krankheit oder Unfall voraus, in deren Verlauf die versicherte Person arbeitsunfähig wird (§ 192 Abs. 1 und 5 Versicherungsvertragsgesetz (VVG)). Es muss vollständige Arbeitsunfähigkeit vorliegen und (zahn-)ärztlich festgestellt werden. Auch eine Tätigkeit im Rahmen der beruflichen Wiedereingliederung nach § 74 SGB V kann zu einem Wegfall der Versicherungsleistung aus der privaten Krankentagegeldversicherung führen. Die ärztliche Feststellung muss dokumentieren, dass die versicherte Person ihren konkreten Beruf in keiner Weise ausüben kann (nur der „gelbe Zettel“ bzw. Arbeitsunfähigkeitsbescheinigung genügt nicht). Kann die versicherte Person zwar einzelne berufliche Tätigkeiten ausüben, die isoliert aber keinen Sinn ergeben, lässt dies die Leistungspflicht des Versicherers nicht entfallen. Da gesetzlich Krankenversicherte in aller Regel ein Krankengeld beziehen, greifen auf das Krankentagegeld eher privat Krankenversicherte zurück. Vor allem Selbständige, die weder Krankengeld vereinbart haben, noch eine gesetzliche Lohnfortzahlung erhalten, sichern damit ihre Arbeitskraft ab. Gleiches gilt für Arbeitnehmer, die kein Krankengeld erhalten und nach den sechs Wochen Lohnfortzahlung nicht auf eine Einkommensabsicherung verzichten möchten. Bei gesetzlich krankenversicherten Arbeitnehmern lassen sich mit einer privaten Ergänzung meist nur kleinere Versorgungslücken schließen. Soweit ein Selbständiger mit seiner Krankentagegeldversicherung nur den wegfallenden Gewinn und nicht den weggefallenen Umsatz mitversichert, bleibt ihm insbesondere bei einer hohen Kostenquote noch ein erhebliches wirtschaftliches Risiko, das existenzgefährdend sein kann.

## Gesetzesänderung im Bereich der Krankentagegeldversicherung für Schwangere zum 1. April 2017
Die Gesetzesänderung bezieht sich auf den §192 Satz 5 des VVG und wurde am 16. Februar 2017 durch den Bundestag behoben (Drucksache 18/11205).
Die Versicherungsgesellschaften, welche Krankentagegeldversicherungen anbieten, sind ab dem 1. April 2017 verpflichtet, den Verdienstausfall, der während der Schutzfristen nach § 3 Absatz 2 und § 6 Absatz 1 des Mutterschutzgesetzes sowie am Entbindungstag entsteht, durch das vereinbarte Krankentagegeld zu ersetzen, soweit der versicherten Person kein anderweitiger angemessener Ersatz für den während dieser Zeit verursachten Verdienstausfall zusteht.
Dieser Passus setzt das Bestehen einer privaten Krankentagegeldversicherung voraus.
Der PKV-Verband muss nun die Musterbedingungen anpassen und die einzelnen Tarifbedingungen erweitern. Ungeachtet der Bedingungsänderung besteht ab 1. April 2017 für alle Frauen mit privater Krankentagegeldversicherung eine entsprechende Leistungsverpflichtung. Sie besteht auch dann, wenn bis dahin die Bedingungen nicht an der Gesetzeslage angepasst sein sollten.

## Bereicherungsverbot
Das Krankentagegeld darf gemäß der üblicherweise verwendeten Allgemeinen Versicherungsbedingungen (vergleiche § 4 Abs. 2 der Musterbedingungen 2009 für die Krankentagegeldversicherung des Verbandes der Privaten Krankenversicherungen) zusammen mit sonstigen Krankentage- und Krankengeldern (z. B. Verletztengeld, Übergangsgeld) das auf den Kalendertag umgerechnete, aus der beruflichen Tätigkeit herrührende Nettoeinkommen nicht übersteigen. Maßgebend für die Berechnung des Nettoeinkommens ist der Durchschnittsverdienst der letzten 12 Monate vor Antragstellung bzw. vor Eintritt der Arbeitsunfähigkeit. Dieses Bereicherungsverbot findet keine entsprechende Grundlage im Gesetz, da § 200 VVG für Schadensversicherungen, aber nicht für Summenversicherungen gilt. Die Anwendbarkeit dieser Klausel ist umstritten. Eine Entscheidung des Bundesgerichtshofs hierzu ist noch nicht ergangen. Auch eine zur Kürzung der Versicherungsleistung führende Anrechenbarkeit von Verletztengeld wird überwiegend für rechtswidrig gehalten. Der Versicherte ist nach § 4 Abs. 3 der Musterbedingungen 2009 auch verpflichtet, dem Versicherer unverzüglich eine nicht nur vorübergehende Minderung des aus der Berufstätigkeit herrührenden Nettoeinkommens mitzuteilen, damit dieser sein Anpassungsrecht ausüben kann. Überwiegend wird davon ausgegangen, dass dem Versicherer nur ein Anpassungsrecht für die Zukunft zusteht und über dem Nettoeinkommen liegende Versicherungsleistungen den Versicherer nicht automatisch zu einer Kürzung der Versicherungsleistungen auf das Nettoeinkommen berechtigen.

## Regelung der Karenzzeiten
Das eigentliche Krankentagegeld, die vom Versicherer je nach Vertrag gewährte Leistungshöhe pro Tag, wird dem Versicherten nicht schon ab dem Eintritt des Versicherungsfalls, sondern erst nach Ablauf einer Karenzzeit gezahlt, in der kein Leistungsanspruch besteht. Bei Arbeitnehmern beträgt die Karenzzeit in der Regel 42 Tage und schließt somit einen Leistungsbezug während der gesetzlichen Lohnfortzahlung aus. Abweichend hiervon können Selbständige das Krankentagegeld bei vielen Anbietern bereits ab dem vierten Krankheitstag vereinbaren.

## Abgrenzung vom Krankengeld
Das Krankengeld, die entsprechende Leistung der gesetzlichen Krankenversicherung, ist für Pflichtversicherte keine Zusatzversicherung, sondern eine gesetzlich vorgeschriebene Regelleistung und daher mit den normalen Beiträgen abgegolten. Allerdings müssen seit 1. August 2009 freiwillig Krankenversicherte einen Wahltarif abschließen, um sich den Anspruch auf Krankengeld zu sichern. Andernfalls müssen derartige Mitglieder nur einen ermäßigten Beitragssatz zahlen.
Das private Krankentagegeld wird während einer zeitweisen Arbeitsunfähigkeit zeitlich unbegrenzt gezahlt, es endet nicht nach 78 Wochen wie das gesetzliche Krankengeld. Wenn aber die Arbeitsunfähigkeit erkennbar dauerhaft andauern wird (Erwerbsunfähigkeit bzw. Berufsunfähigkeit), dann enden beide Zahlungen.
Während das gesetzliche Krankengeld immer vereinbar ist mit einer stufenweisen beruflichen Wiedereingliederung (Hamburger Modell), hängt dies beim Krankentagegeld von den jeweiligen Versicherungsbedingungen ab; gerade ältere Verträge enthalten diesen Schutz oft nicht.

## Ratings zur Krankentagegeldversicherung
Das Magazin Finanztest hat in der Juli-Ausgabe 2013 erstmals einen Test von Krankentagegeldversicherungen veröffentlicht. Da sich die Höhe des Krankengeldes der gesetzlichen Krankenversicherung auf monatlich maximal 2756,25 Euro (Stand Juli 2013) begrenzt, lohnt sich eine entsprechende Zusatzversicherung erst für Arbeitnehmer ab einem monatlichen Einkommen über 4000 Euro brutto, lautet das Fazit der Finanztest. Die Preisspanne der 30 überprüften Tarife lag zwischen acht und 20 Euro im Monat. Zwei Angebote fielen im Test mit mangelhaft durch, acht wurden mit gut bewertet.